# The Private Life of the Gannets
The Private Life of the Gannets è un cortometraggio del 1934 diretto da Julian Sorell Huxley.

## Trama
Documentario di Julian Sorell Huxley sulla vita delle sule bassane (specie di uccelli marini) che vivono sulla piccola isola di Grassholm, in Galles.

## Premi
- Oscar al miglior cortometraggio[1]